# سروو (موتور چیدمان)
سروو (انگلیسی: Servo) یک موتور چیدمان برای مرورگرهای وب است که بنیاد موزیلا با زبان برنامه‌نویسی راست توسعه می‌دهد. شرکت سامسونگ سروو را برای اندروید و پرازندهٔ آرم سازگار می‌کند.
نمونهٔ آغازین سروو طراحی‌ای به‌شدت موازی دارد و می‌تواند وظایف گوناگون موتور چیدمان را (مانند رندرینگ، بازکردن تصاویر، خواندن HTML، چیدمان و غیره) در فرایندهای جداگانه اجر کند.